# Cairo, Nebraska
Cairo är en ort i Hall County i delstaten Nebraska, USA.